# Chris Nicholl
Christopher John „Chris” Nicholl (ur. 12 października 1946 w Wilmslow, zm. 24 lutego 2024) – północnoirlandzki piłkarz występujący na pozycji obrońcy. Trener piłkarski.

## Kariera klubowa
Nicholl zawodową karierę rozpoczynał w 1965 roku w angielskim zespole Burnley z Division One. Spędził tam rok, w ciągu którego nie zagrał tam w żadnym meczu. W 1966 roku odszedł do Witton Albion. W 1968 roku trafił zaś do Halifaxu Town z Division Four. Po roku spędzonym w tym klubie przeszedł do Luton Town z Division Three. W 1970 roku awansował z nim do Division Two. W Lutonie spędził jeszcze 2 lata.
Na początku 1972 roku Nicholl odszedł do Aston Villi z Division Three. W tym samym roku awansował z nią do Division Two. W 1975 roku zdobył z zespołem Puchar Ligi Angielskiej. Awansował z nim również do Division One. W 1977 roku ponownie zdobył z klubem Puchar Ligi Angielskiej.
W połowie 1977 roku Nicholl przeszedł do Southamptonu z Division Two. Zadebiutował tam 20 sierpnia 1977 roku w zremisowanym 1:1 pojedynku z Brighton & Hove Albion. W 1978 roku awansował z klubem do Division One. W 1979 roku dotarł z nim do finału Pucharu Ligi Angielskiej, jednak Southampton uległ tam ekipie Nottingham Forest.
W 1983 roku odszedł do Grimsby Town z Division Two, gdzie w 1985 roku zakończył karierę.

## Kariera reprezentacyjna
W reprezentacji Irlandii Północnej Nicholl zadebiutował w 1974 roku. W 1982 roku został powołany do kadry na mistrzostwa świata. Zagrał na nich w meczach z Jugosławią (0:0), Hondurasem (1:1), Hiszpanią (1:0) i Austrią (2:2) i Francją (1:4). Z tamtego turnieju Irlandia Północna odpadła po drugiej rundzie.
W latach 1974–1983 w drużynie narodowej Nicholl rozegrał w sumie 52 spotkania i zdobył 3 bramki.